# 木蝴蝶属
木蝴蝶属（学名：Oroxylum），又名千张纸属，是紫葳科下的一个属，为乔木植物。该属共有一或两种，分布于印度及东南亚。